# Longicollum pagrosomi
Longicollum pagrosomi är en hakmaskart som beskrevs av Yamaguti 1935. Longicollum pagrosomi ingår i släktet Longicollum och familjen Pomphorhynchidae. Inga underarter finns listade i Catalogue of Life.